# Carlos Sanz
Carlos José Sanz Salcedo, noto semplicemente come Carlos Sanz (21 marzo 1996), è un giocatore di calcio a 5 venezuelano.

## Carriera
Soprannominato "Petare" dall'omonima città in cui è cresciuto, Sanz vanta una lunga esperienza internazionale avendo giocato, oltre che nel campionato venezuelano, in quelli ecuadoriano, peruviano, italiano, croato, kazako e spagnolo. Con la nazionale maschile di calcio a 5 del Venezuela ha disputato la Coppa del Mondo 2021 e due edizioni di Copa América.

## Palmarès
- Campionato kazako: 1
Kairat: 2021-22
- Coppa del Kazakistan: 1
Kairat: 2021-22